# Schizotetranychus elymus
Schizotetranychus elymus är en spindeldjursart som beskrevs av McGregor 1950. Schizotetranychus elymus ingår i släktet Schizotetranychus och familjen Tetranychidae. Inga underarter finns listade i Catalogue of Life.